# Natalya Gorbanevskaya
Natalya Yevguénievna Gorbanévskaya ( 26 de mayo de 1936, Moscú - 29 de noviembre de 2013, París) fue una poeta, traductora de literatura polaca y activista por los derechos civiles rusa. Fue una de las fundadoras y primera editora de La crónica de eventos actuales (1968–1982). El 25 de agosto de 1968, con otros siete, participó en la manifestación de la Plaza Roja contra la invasión de Checoslovaquia por el Pacto de Varsovia portando una pancarta, escrita por ella misma, que rezaba Por vuestra libertad y la nuestra. En 1970, un tribunal soviético la condenó a encarcelamiento en un hospital psiquiátrico. Fue dada de alta del Hospital Psiquiátrico Especial de Kazán en 1972 y emigró de la URSS en 1975, estableciéndose en Francia. En 2005, se convirtió en ciudadana de Polonia.

## Vida en Moscú
Gorbanévskaya nació en Moscú. Se graduó de la Universidad de Leningrado en 1964 y se convirtió en editora técnica y traductora. Solo nueve de sus poemas habían sido publicados en revistas oficiales cuando abandonó la URSS en 1975; el resto circulaba en privado (samizdat) o se publicaba en el extranjero (tamizdat). 

## Actividades disidentes
A partir de 1968, participó activamente en lo que más tarde se denominó el "movimiento disidente" soviético. 
Fue fundadora y primera editora de La crónica de eventos actuales, una publicación samizdat que se centró en la violación de los derechos humanos básicos en la Unión Soviética. Su contribución fue compilar y editar los informes, y luego escribir las primeras seis copias al carbón del problema, la copia de "generación cero", para una mayor réplica y distribución.
También fue una de los ocho protestantes en la manifestación de la Plaza Roja del 25 de agosto de 1968 contra la invasión soviética de Checoslovaquia. Después de haber dado a luz, no fue juzgada de inmediato con los otros manifestantes. Utilizó este tiempo para seguir el juicio en La crónica de eventos actuales, y publicó la documentación acumulada en el extranjero en francés y ruso (Polden). El libro apareció en inglés en 1972 como La Plaza Roja al mediodía. 
En 1969, firmó un llamamiento al Comité de Derechos Humanos de la ONU.
En diciembre de 1969, fue arrestada. En julio del año siguiente, fue llevada a juicio y declarada culpable de delitos en virtud del Artículo 190-1, mientras no tenía una mente sana. Gorbanévskaya fue sentenciada a internamiento indefinido en un hospital psiquiátrico donde sería tratada por "esquizofrenia lenta", un diagnóstico comúnmente aplicado a los disidentes. Fue dada de alta del Hospital Psiquiátrico Especial de Kazán en febrero de 1972.

## Vida en el extranjero
En diciembre de 1975, Gorbanévskaya emigró a París. Allí, a petición de los psiquiatras franceses, la examinaron y descubrieron que era mentalmente normal. Llegaron a la conclusión de que en 1969–72 había sido ingresada en un hospital psiquiátrico por razones políticas, no médicas. 
Durante un tiempo, fue una celebridad en Occidente. En 1976, Joan Baéz lanzó una canción dedicada a Gorbanévskaya llamada "Natalia", con letras de Roy Apps, Shusha Guppy y GT Moore, en el álbum en vivo From Every Stage. Al presentar la canción, Báez criticó el internamiento de Gorbanévskaya en el hospital psiquiátrico y dijo: "Es por personas como Natalya Gorbanévskaya, estoy convencido de que usted y yo todavía estamos vivos y caminando por la faz de la tierra".
Adrienne Rich también escribió "For a Sister", del libro Diving into the Wreck, en reconocimiento a Gorbanévskaya y otras mujeres y su encarcelamiento injusto. 
Sin embargo, durante treinta años, Gorbanévskaya estuvo apátrida hasta que Polonia le otorgó la ciudadanía en 2005. 
En 2005, participó en They Chose Freedom, un documental televisivo de cuatro partes sobre la historia del movimiento disidente soviético dirigido por Vladímir Kará-Murzá Jr. 
En 2008, fue firmante de la Declaración de Praga sobre la conciencia europea y el comunismo.
El 29 de noviembre de 2013, murió en su casa en París.

### Rally de conmemoración en la Plaza Roja, 2013
En agosto de 2013, participó en un mitin en Moscú para conmemorar el cuadragésimo quinto aniversario de la invasión de Checoslovaquia. La concentración fue rápidamente dispersada por la policía, y diez participantes (pero no Gorbanévskaya) fueron detenidos. Fueron liberados después de protestas internacionales, especialmente de la República Checa. 

## Premios
En 2008, octubre, Gorbanévskaya recibió el Premio Marie Curie de Polonia. El mismo año, fue nominada por el Angelus Central European Literature Award.
El 22 de octubre de 2013, recibió una medalla honorífica de la Universidad Carolina de Praga por su compromiso de por vida con la lucha por la democracia, la libertad y los derechos humanos.

## Libros y otras publicaciones.
- Gorbanevskaya, Nathalia (November 1968). «Lettre de Moscou» [Letter from Moscow]. Esprit (en francés) 375 (11): 509-510.
- Gorbanevskaya, Natalya (1970). Midi Place Rouge. Dossier de la manifestation du 25 août 1968 sur la Place Rouge [The Red Square at Noon: The case on the demonstration of 25 de agosto de 1968 at the Red Square] (en francés). Paris: Robert Laffont.
- Gorbanévskaya, Natalia [Наталья Горбаневская] (1970). Полдень: Дело о демонстрации 25 августа 1968 года на Красной площади [Mediodía: El caso de la manifestación del 25 de agosto de 1968 en la Plaza Roja] (en ruso). Fráncfort del Meno: Посев (Possev-Verlag).
- Gorbanevskaya, Natalya (1972). Red Square at Noon. London: Andre Deutsch. ISBN 978-0233955179.
- Gorbanevskaya, Natalya (1972). Poems. Manchester: Carcanet Press. ISBN 978-0-85635-002-3.
- Gorbanevskaya, Natalya (marzo de 1972). «Fourteen poems». Index on Censorship 1 (1): 107-116. doi:10.1080/03064227208532158.
- Gorbanevskaya, Natalya; Tjalsma, H. W. (otoño del 1975). «What grief». The Massachusetts Review 16 (4): 625.
- Gorbanevskaya, Natalya (otoño del 1975). «Recollection». The Massachusetts Review 16 (4): 626.
- Gorbanevskaya, Natalya (enero de 1977). «Twelve poems». Index on Censorship 6 (1): 37-40. doi:10.1080/03064227708532601.
- Gorbanevskaya, Natalya (enero de 1977). «Writing for 'samizdat'». Index on Censorship 6 (1): 29-36. doi:10.1080/03064227708532600.
- Gorbanevskaya, Nathalia (1982). «Témoignage» [Testimony].  En Galanskov, Youri, ed. Le manifeste humain précédé par les témoignages de V. Boukovsky, N. Gorbanevskaïa, A. Guinzbourg, E. Kouznetsov [Human manifesto preceded by testimonies of V. Bukovsky, N. Gorbanevskaya, A. Ginzburg, E. Kuznetsov] (en francés). Lausanne: Editions L'Age d'Homme. pp. 32-39. ISBN 978-2825109205.
- Gorbanevskaïa, Natalia (2009). «Samizdat et Internet» [Samizdat and Internet]. Revue Russe (en francés) 33 (1): 137-143.